# پرواز فضایی

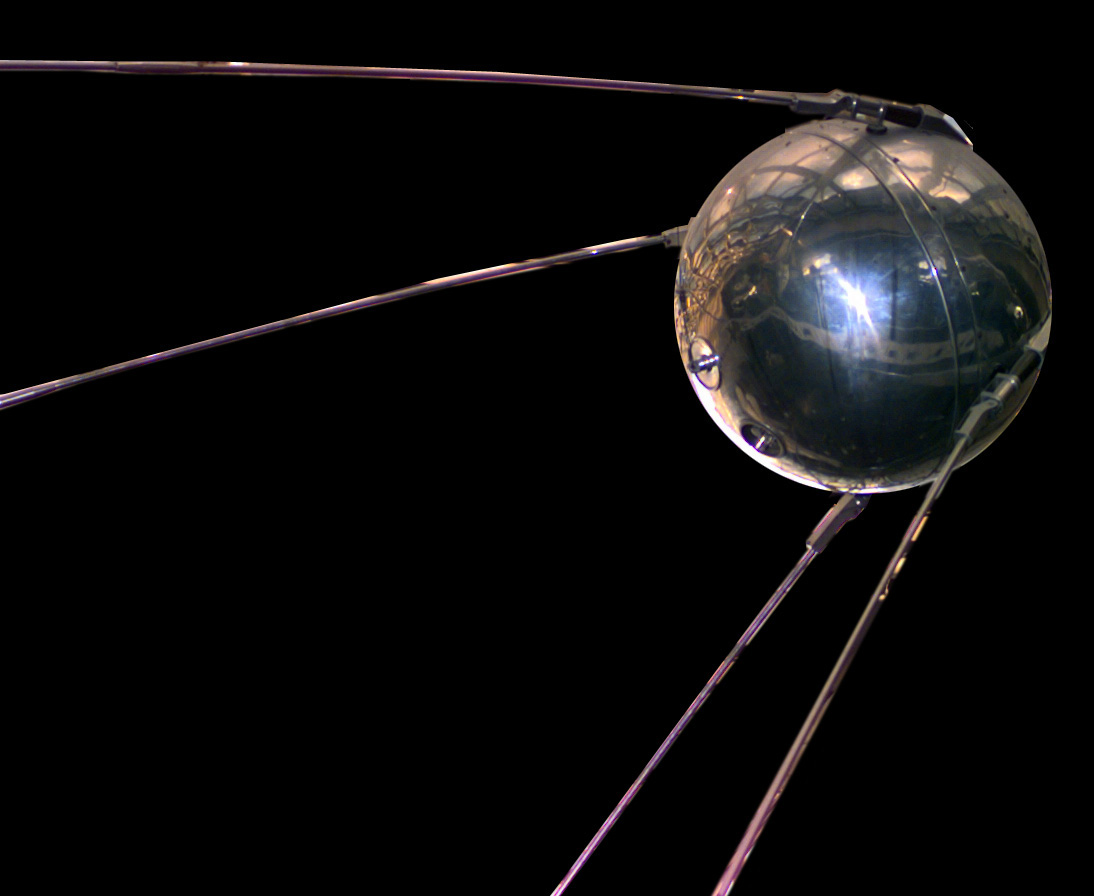
مدلی از اسپوتنیک, نخستین ماهواره که پروازفضایی در مدار نزدیک زمین انجام داد.

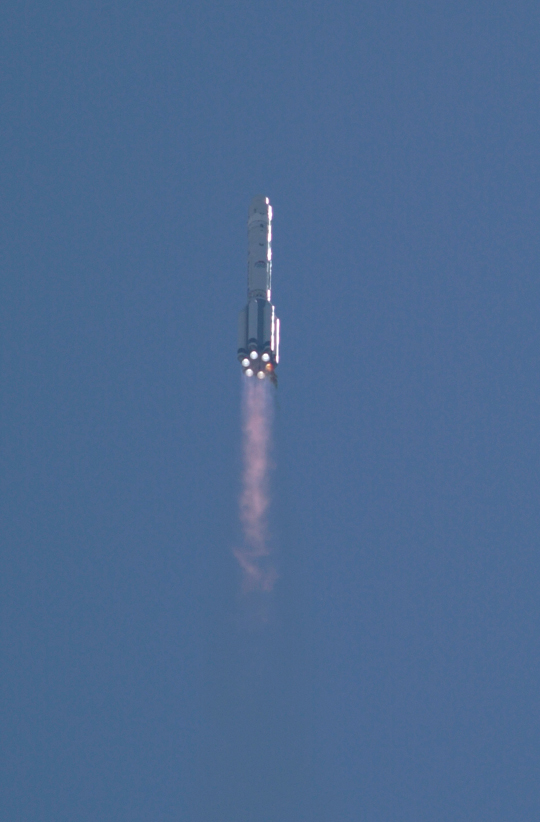
یک موشک پروتون که در حال انتقال زیوزدا برای ایستگاه فضایی بین‌المللی در سال ۲۰۰۰

پرواز فضایی (به انگلیسی: Space flight) به کاربرد علم فضانوردی برای ارسال اشیا، معمولاً فضاپیماها، به فضا یا درون آن گفته می‌شود که ممکن است با حضور یا بدون حضور انسان انجام شود. بیشتر پروازهای فضایی بدون سرنشین هستند و عمدتاً با استفاده از فضاپیماهایی مانند ماهواره‌ها در مدار زمین انجام می‌شوند، اما شامل پروازهایی مانند کاوشگرهای فضایی که فراتر از مدار زمین حرکت می‌کنند نیز هستند. این پروازها معمولاً تحت کنترل تله‌رباتیک یا به صورت خودمختار انجام می‌شوند. اولین پروازهای فضایی در دهه ۱۹۵۰ با پرتاب ماهواره‌های اسپوتنیک شوروی و مأموریت‌های اکسپلورر و ونگارد ایالات متحده آغاز شدند.
برنامه‌های پرواز فضایی با سرنشین شامل سایوز، شنژو، برنامه‌های گذشته مانند فرود آپولو بر ماه و شاتل فضایی هستند. پروازهای فضایی فعلی نیز شامل مأموریت‌هایی به ایستگاه فضایی بین‌المللی و ایستگاه فضایی تیان‌گونگ چین می‌شود.

### انواع پروازهای فضایی
پروازهای فضایی شامل پرتاب ماهواره‌های مشاهده زمین و مخابراتی، مأموریت‌های میان‌سیاره‌ای، ملاقات و اتصال با ایستگاه‌های فضایی و مأموریت‌های علمی یا گردشگری فضایی با سرنشین هستند.نیروی گرانش

### نحوه عملکرد
پرواز فضایی معمولاً با استفاده از موشک‌های چندمرحله‌ای انجام می‌شود که نیروی رانش لازم را برای غلبه بر نیروی گرانش و هدایت فضاپیما به مسیرهای زیرمداری فراهم می‌کنند. در مأموریت‌های مداری، معمولاً فضاپیما از مرحله اول جدا شده و مرحله دوم برای رساندن فضاپیما به سرعت کافی جهت رسیدن به مدار فعال می‌شود. در مدار، فضاپیما به سرعتی می‌رسد که به‌جای بازگشت به زمین، در اطراف آن سقوط می‌کند.

### پایان مأموریت و چالش‌های فضایی
بیشتر فضاپیماها، به‌ویژه فضاپیماهای دارای سرنشین، طوری طراحی شده‌اند که بتوانند خود را از مدار خارج کنند. اما فضاپیماهای بدون سرنشین که در مدارهای دور از زمین هستند، معمولاً به مدارهای خاصی به نام "مدار گورستانی" منتقل می‌شوند تا از شلوغی مدارهای پرکاربرد جلوگیری شود. با این حال، فضاپیماهای ناکام اغلب توانایی خروج از مدار را ندارند. این مسئله زمانی بحرانی می‌شود که تعداد زیادی فضاپیمای غیرقابل‌کنترل در مدارهای پرکاربرد وجود داشته باشد، که خطر برخورد زباله‌های فضایی با ماهواره‌های عملیاتی را افزایش می‌دهد.
مشکل زمانی تشدید می‌شود که اجسام بزرگ، در مدار متلاشی شوند یا با دیگر اجسام برخورد کنند. چنین اتفاقاتی باعث ایجاد صدها قطعه کوچک و دشوار برای ردیابی می‌شود. این پدیده که به برخوردهای زنجیره‌ای مداوم منجر می‌شود، به عنوان سندروم کسلر شناخته می‌شود.